# Ivar Aasen
Ivar Andreas Aasen (Ørsta, 5 de agosto de 1813 – Kristiania, 23 de setembro de 1896) foi um filólogo e lexicógrafo norueguês, conhecido por trabalhos em dialetologia e pela criação da norma ortográfica norueguesa conhecida como nynorsk.

## Biografia

### Origens e primeiros estudos
Aasen nasceu em Åsen, em Ørsta (então, Ørsten), no distrito de Sunnmøre, na costa ocidental da Noruega. Seu pai, um pequeno agricultor de nome Ivar Jonsson, morreu em 1826. Começou por trabalhar no campo, ainda que aproveitasse o tempo livre para se dedicar à leitura. Assim, com dezoito anos, abriu uma escola de ensino básico na sua paróquia natal. Em 1833 entrou em serviço para H. C. Thoresen, o marido de uma eminente escritora, Magdalene Thoresen, em Herøy (então, Herø), onde começou a estudar latim. Gradualmente, e com uma grande dose de paciência e concentração, o jovem camponês tornou-se um mestre em diversas línguas, dando início a um importante e aturado estudo da estrutura linguística.

### Estudos dialetais
Em 1841, liberto do fardo do trabalho manual, pôde dedicar-se exclusivamente ao trabalho intelectual de estudar o dialeto do seu distrito natal, Sunnmøre. Sua primeira publicação foi uma pequena coleção de canções folclóricas no dialeto de Sunnmøre (1843). Seu talento notável atraiu a atenção geral do meio acadêmico, e permitiu-lhe continuar os seus trabalhos sem ser perturbado por preocupações de outra ordem. 
A sua Gramática dos dialectos noruegueses (1848) foi o resultado direto de tal trabalho aturado que implicou diversas viagens aos vários recantos do país. O famoso dicionário de Aasen, Dicionário dos dialectos noruegueses apareceu na sua versão original em 1850, marcando um ponto de viragem no que diz respeito ao desenvolvimento da língua popular na Noruega.

## O novo norueguês
Por causa de seu extenso trabalho com os dialetos noruegueses, considera-se que Aasen construiu, a partir dos dados que recolheu, uma língua popular, formalizada, em contraste com o dinamarquês-norueguês de índole literária. Tal língua passou a designar-se como folke-maal (a língua do povo) - ou landsmaal. Com algumas modificações, as mais importantes das quais se deveram ao próprio Aasen, mas também graças a uma política de fusão linguística com o dinamarquês-norueguês, tal linguagem passou a ser conhecida como Nynorsk ("Neo-norueguês"), a segunda das duas línguas oficiais do país (sendo a outra o Bokmål, o dinamarquês-norueguês descendente da língua dinamarquesa usada na Noruega no tempo de Aasen). Uma variedade, não oficial do norueguês, mais próxima da língua sistematizada por Aasen encontra-se no chamado Høgnorsk ("Alto Norueguês"). 
Aasen compôs poemas e peças de teatro no seu dialecto compósito, com o fim de mostrar a forma como este deveria ser usado. Um dos seus dramas, O Herdeiro (1855), foi frequentemente representado, podendo ser considerado como uma obra pioneira na prolífica literatura dialectal que se seguiu na segunda metade do século XIX, de onde sobressaem nomes como Aasmund Olavsson Vinje ou Arne Garborg.
Aasen continuou a expandir e a melhorar as suas gramáticas e o seu dicionário. Viveu de forma tranquila em alojamentos de Oslo (que, então, chamava-se Christiania), rodeado pelos seus livros e avaro a qualquer forma de publicidade, enquanto que o seu nome se tornava cada vez mais uma referência para partidos políticos populares e nacionalistas, que rapidamente adoptaram as suas ideias sobre a língua campesina.

### Reconhecimento
Bem cedo na sua carreira, em 1842, foi beneficiado com o pagamento de uma pensão que lhe permitia dar total atenção às suas investigações filológicas. O Parlamento Noruguês (Storting), consciente da importância nacional do seu trabalho, sempre o tratou com crescente respeito e generosidade à medida que avançaram os anos. Continuou as suas investigações até ao último momento, mas a partir da edição de 1873 do seu Dicionário pouco mais foi acrescentado à sua obra. Aasen figura na história da literatura e da linguística como o único homem que inventou, ou pelo menos seleccionou e sistematizou uma língua que agradou de tal modo aos seus conterrâneos que estes a aceitaram para uso escolar, nos serviços religiosos e canções. Morreu em Oslo (então Christiania), a 23 de setembro de 1896 e o seu funeral teve honras de Estado.